# جنگل ایالتی پینیونس
جنگل ایالتی پینیونس (به انگلیسی: Piñones State Forest) یک منطقهٔ مسکونی در ایالات متحده آمریکا است که در لویزا، پورتوریکو واقع شده‌است.